# Église de Malmi
L'église de Malmi (en finnois : Malmin kirkko) est une église située dans le quartier de Malmi à Helsinki en Finlande. 